# Еберхард VII фон Неленбург
Еберхард VII (VI) фон Неленбург (на немски: Eberhard VII (VI) von Nellenburg; † между 24 юли 1421 и 27 март 1422) е граф на графството Неленбург, ландграф в Хегау и Медах (до Щоках) в Югозападна Германия и Северна Швейцария.

## Произход и наследство
Той е вторият син на граф Еберхард III (VI) фон Неленбург († 1371) и съпругата му Ирмгард фон Тек († 1363), дъщеря на херцог Лудвиг III фон Тек († 1334) и графиня Маргарета фон Труендинген († 1348). Внук е на граф Еберхард II (V) фон Неленбург, ландграф в Хегау и Медах, имперски фогт на Цюрих († сл. 1363).
Брат е на Волфрам фон Неленбург († 11 юли 1393), ландграф в Хегау и Мадах, Фридрих II фон Неленбург († сл. 1411), Конрад фон Неленбург († 24 юли 1421/1422), каноник в Страсбург, и Вилхелм фон Неленбург († сл. 1391). Сестра му Маргарета фон Неленбург († сл. 1381) е омъжена пр. 1363 г. за граф Йохан III фон Тенген-Вартенфелс и Неленбург († сл. 20 март 1408)
Графовете на Неленбург са значим благороднически род и са господари на Ландграфство Неленбург с резиденция замък Неленбург при Щоках. Те произлизат от швабския род Еберхардинги от Цюрихгау (с център Цюрих) и са роднини с род Бурхардинги. През 1422 г. графството и ландграфството са наследени от господарите на Тенген, които през 1465 г. ги продават на Хабсбургите.

## Фамилия
Първи брак: Еберхард VII фон Неленбург се жени сл. 9 юли 1386 г. за Анна фон Тирщайн († 14 юли 1401), вдовица на рицар Мартин Малтерер, фогт в Елзас († 9 юли 1386 при Земпах), дъщеря на граф Валрам III фон Тирщайн († 1403) и фон Раполтщайн († сл. 1368). Бракът е бездетен.
Втори брак: Еберхард VII фон Неленбург се жени втори път ок. 1411/пр. 31 август 1413 г. за Елизабет фон Монфор-Брегенц (* пр. 1399; † 4 юни 1458), дъщеря на граф Вилхелм V фон Монфор-Брегенц († 1422) и Кунигунда фон Тогенбург († 1426 /1436). Те имат една дъщеря:
- Кунигунда фон Неленбург († 30 март 1478), омъжена I. за Еберхард V фон Лауфен († пр. 4 юли 1448), II. на 4 февруари 1453 г. за принц Йохан I фон Шварценберг-Хоенландсберг († 16 май 1460, убит до Гинген), имат дъщеря:
  - Ева фон Шварценберг († 18 август 1473), омъжена на 8 февруари 1473 г. във Валерщайн за граф Лудвиг XIII фон Йотинген-Валерщайн († 21 март 1486)

Вдовицата му Елизабет фон Монфор-Брегенц се омъжва 1422/1424 г. за маркграф Вилхелм фон Хахберг-Заузенберг († 1482). Те се разделят през 1436 г.